# Cornelis van Eck

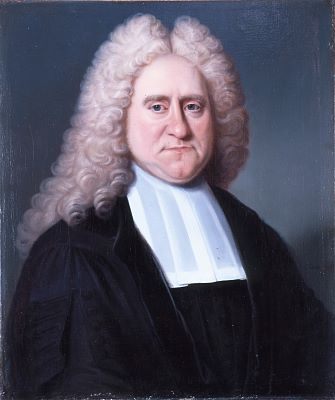
Cornelis van Eck

Cornelis van Eck (* 28. Oktober 1662 in Arnhem; † 26. Februar 1732 in Utrecht) war ein niederländischer Jurist.

## Leben
Van Eck war der Sohn von Lambertus van Eck und Gijsberta Croezen van Asch (Croese van Ass). Seine Kindheitsjahre verbrachte er in Tiel, wo sein Vater Bürgermeister wurde und er die dortige Lateinschule besuchte. Seine ersten Studien absolvierte er an der Universität Utrecht unter Johann Georg Graevius. Am 2. März 1680 immatrikulierte er sich an der Universität Leiden, wo Johann Friedrich Gronovius, Johannes Voet und Johannes Friedrich Böckelmann seine Lehrer im Studium der Rechtswissenschaften wurden. Nachdem er seine Ausbildung abgeschlossen hatte, promovierte er am 18. Juni 1682 mit der Dissertation de Septem damnatis legibus Pandectarum, seu crucibus Jurisconsultorum (Leiden 1682) zum Doktor der Rechte.
Danach arbeitete er als Advokat in Tiel und wurde am 11. September 1685 als Nachfolger von Gerhard Noodt zum Professor der Rechte an die Universität Franeker berufen. Dieses Amt trat er am 17. Juni 1686 mit der Rede Oratio de praestantia et necessitate juris civilis Romani an. Hier geriet er mit Ulrich Huber in einige Auseinandersetzungen, die sich in literarischen Streitschriften niederschlugen. In jener Zeit schuf er jedoch sein Hauptwerk Principia Juris Civilis, welches viel Beachtung fand und wegen seiner Gründlichkeit epochebildend wurde. Außerdem trat er in Franeker mit der Rede Oratio de vita, moribus et studiis M. Antistii Labeonis et C. Alteii Capitonis 1692 das Rektorat der Alma Mater an und legte dies 1693 mit der Rede Oratio de studio poetices conjungendo cum studio juris Romani nieder.
Am 31. Mai 1693 erhielt er eine Berufung als Professor der Rechte an die Universität Utrecht, welches Amt er am 11. September 1693 mit der Rede de Ratione studii iuris recte instituendi antrat. Am 18. September 1713 übertrug man ihm zudem die Professur des modernen bürgerlichen Rechts an der Utrechter Hochschule. Auch hier hatte er sich an den organisatorischen Aufgaben der Akademie beteiligt und war in den Jahren 1695/96, 1704/05 sowie 1716/17 Rektor der Alma Mater. Dazu hielt er die Abschiedsreden de Studio poetices conjungendo cum studio juris Romani, Caussam prolixitatis litium falso tribui jurisprudentiae Romanae und de Religione et pietate veterum Jctorum.
Seine 1696 geschlossene Ehe mit Catharina de Witt hatte zwei Kinder hervorgebracht, die jedoch jung verstarben.

## Werke
- Disputatio Juridica de Morte. Leiden 1681.
- Disputatio inauguralis de Septem legibus Pandectarum, seu crucibus jurisconsultorum. Leiden 1682.
- Vindiciae Juris Academici, decreto et auctoritate Senatus Academiae Franekeranae scriptae, contra viri amplissimi Ulrici Huberi enarrationem Authenticae habita Cod. ne filius pro patre etc. Franeker 1688.
- Stricturae breves pro vindiciis illis ad Epistolam et responsionem viri amplissimi Huberi etc. Franeker 1688.
- Epistola ad Amicum, de praefatione Huberi Dissertationibus Juridico-Theologicis praefixa. Franeker 1688.
- Principia Juris Civilis, secundum ordinem Pandectarum. Franeker 1689, 2. Bände.
- Oratio de vita moribus et studiis M. Antistii Labeonis et C. Ateii Capitonis. Franeker 1692.
- Afzonderlijk uitgegeven. Franeker 1693, Utrecht 1696.
- Theses Juris controversi, etc. Utrecht (3. Auflage) 1700, Utrecht 1706, Leiden 1759.
- Oratio de religione et pietate veterum juris consultorum. Utrecht 1717.

Herausgeberschaften
- Guielmi Fornerii et Antonii Contii tractatus de feudis, et elementa Juris feudalis Franc. Hottomanni. Leeuwarden 1694.
- Joh. Fred. Böckelmanni, Tractatus, posthumus de Differentiis Juris Civilis, Canonici et Hodierni. Utrecht 1694.

## Weblink
- Catalogus Professorum Academiae Rheno-Traiectinae

| Personendaten    | Personendaten           |
| ---------------- | ----------------------- |
| NAME             | Eck, Cornelis van       |
| ALTERNATIVNAMEN  | Eck, Cornelius van      |
| KURZBESCHREIBUNG | niederländischer Jurist |
| GEBURTSDATUM     | 28. Oktober 1662        |
| GEBURTSORT       | Arnhem                  |
| STERBEDATUM      | 26. Februar 1732        |
| STERBEORT        | Utrecht                 |